# Comté de Gratiot
Pour les articles homonymes, voir Gratiot.
Le comté de Gratiot (Gratiot County en anglais) est au centre de la péninsule inférieure de l'État du Michigan. Son siège est à Ithaca. Selon le recensement de 2000, sa population est de 42 285 habitants. 

## Géographie
Le comté a une superficie de 1 480 km2, dont 1 477 km2 en surfaces terrestres.

## Comtés adjacents
- Comté de Midland (nord-est)
- Comté d'Isabella (nord-ouest)
- Comté de Saginaw (est)
- Comté de Montcalm (ouest)
- Comté de Shiawassee (sud-est)
- Comté de Clinton (sud)
- Comté de Ionia (sud-ouest)